# Aleksandar Palavestra
Aleksandar Palavestra (Beograd, 1956) srpski je arheolog, heraldičar, univerzitetski profesor i publicista. Redovni je profesor Filozofskog fakulteta u Beogradu.

## Biografija
U Beogradu je završio srednju školu i Filozofski fakultet (grupa za arheologiju).
Doktorirao je 1991. godine, temom: Ćilibar u praistorijskim kulturama na tlu Jugoslavije.
A. Peragraš je i glavni junak knjige priča Začarani Velja i ostale muzičke priče (2010) Mirjane Ognjanović.
Za ilustracije knjige O ognjopardu dobio je nagradu „Neven“ 2004. godine.
Redovni je profesor Filozofskog fakulteta Univerziteta u Beogradu. 2007. godine, izabran za upravnika odeljenja arheologije.

## Dela

### Knjige
- Kneževski grobovi starijeg gvozdenog doba na centralnom Balkanu (1984),
- Rodoslovne tablice i grbovi srpskih dinastija i vlastele, (sa D. Spasićem i D. Mrđenovićem 1987, drugo dopunjeno izdanje 1991),
- Praistorijski ćilibar na centralnom i zapadnom Balkanu (1993) i
- Magija ćilibara (2006).

Pod pseudonimom A. Peragraš objavio je knjige: 
- Ale i Bauci - prilog proučavanju tajanstvenih bića Balkana (1989, drugo dopunjeno izdanje 2002., treće izdanje, pod nazivom Vampirov primerak, 2013)
- O ognjopardu - ogled iz kriptozoologije (2003).

### Radovi
- Спасић, Душан; Палавестра, Александар; Мрђеновић, Душан (1987). Родословне таблице и грбови српских династија и властеле (1. изд.). Београд: Нова књига.
  - Спасић, Душан; Палавестра, Александар; Мрђеновић, Душан (1991). Родословне таблице и грбови српских династија и властеле (2. изд.). Београд: Бата.

## Spoljašnje veze
- Profil na academia.edu